# Superpuchar Luksemburga w piłce siatkowej mężczyzn
Superpuchar Luksemburga w piłce siatkowej mężczyzn (oficjalnie FLVB Super Cup) – rozgrywki w piłce siatkowej organizowane przez Luksemburski Związek Piłki Siatkowej (Fédération Luxembourgeoise de Volleyball), w których rywalizują ze sobą mistrz i zdobywca Pucharu Luksemburga, a jeżeli ta sama drużyna zdobyła mistrzostwo i Puchar - mistrz i finalista Pucharu Luksemburga.
Rozgrywki o siatkarski Superpuchar Luksemburga po raz pierwszy rozegrane zostały w 2018 roku.

## Triumfatorzy
| Edycja | Data       | Miejsce spotkania                         | 1. miejsce                                           | 2. miejsce                                           | Wynik spotkania                         |
| ------ | ---------- | ----------------------------------------- | ---------------------------------------------------- | ---------------------------------------------------- | --------------------------------------- |
| I      | 29.09.2018 | Centre sportif Belair, Luksemburg         | Escher VBC (Finalista Pucharu Luksemburga)           | VC Fentange (Mistrz i zdobywca Pucharu Luksemburga)  | 3:1 (25:20, 22:25, 25:22, 25:22)        |
| II     | 28.09.2019 | Centre sportif Belair, Luksemburg         | VC Strassen (Zdobywca Pucharu Luksemburga)           | CHEV Diekirch (Mistrz Luksemburga)                   | 3:0 (25:19, 25:23, 25:18)               |
| —      | 2020–2021  | Rozgrywki nie odbyły się.                 | Rozgrywki nie odbyły się.                            | Rozgrywki nie odbyły się.                            | Rozgrywki nie odbyły się.               |
| III    | 24.09.2022 | Hall omnisports Cents, Luksemburg         | Volley Bartreng (Finalista Pucharu Luksemburga)      | VC Stroossen (Mistrz i zdobywca Pucharu Luksemburga) | 3:2 (19:25, 26:24, 25:20, 22:25, 15:11) |
| IV     | 23.09.2023 | Hall des sports, Lorentzweiler            | VC Stroossen (Mistrz i zdobywca Pucharu Luksemburga) | VC Fentange (Finalista Pucharu Luksemburga)          | 3:0 (25:12, 25:14, 25:19)               |
| V      | 28.09.2024 | Centre sportif Niki Bettendorf, Bertrange | VC Stroossen (Mistrz i zdobywca Pucharu Luksemburga) | VB Echternach (Finalista Pucharu Luksemburga)        | 3:0 (25:22, 25:18, 25:19)               |

## Bilans klubów
| Klub            | 1. miejsce | 2. miejsce |
| --------------- | ---------- | ---------- |
| VC Strassen     | 3          | 1          |
| Escher VBC      | 1          | 0          |
| Volley Bartreng | 1          | 0          |
| VC Fentange     | 0          | 2          |
| CHEV Diekirch   | 0          | 1          |
| VB Echternach   | 0          | 1          |